# Brain Research Bulletin
Brain Research Bulletin (abrégé en Brain Res. Bull.) est une revue évaluée par les pairs publiée par Elsevier et dédiée à la neurologie. 
Elle possède un facteur d'impact de 4,077 en 2020.
Le journal se concentre sur différents aspects des neurosciences, et plus particulièrement des mécanismes de la neurogénèse, des sciences comportementales et cognitives, des troubles neuro-inflammatoires et neurodégénératifsn ainsi que la neuro-imagerie.